# 艾瑪·恩茨明格
艾瑪·恩茨明格（英語：Emma Entzminger，1996年1月11日—）是一名出生於加拿大不列顛哥倫比亞省的壘球選手，司職三壘手，目前效力於國家職業快速壘球聯盟加拿大狂野。她曾隨隊參加2020年夏季奧林匹克運動會壘球比賽，結果獲得銅牌。

## 外部連結
- 艾瑪·恩茨明格的X（前Twitter）
- 艾瑪·恩茨明格的Instagram帳戶